# Geaune

Geaune este o comună în departamentul Landes din sud-vestul Franței. În 2009 avea o populație de 729 de locuitori.

## Evoluția populației
| An        | 1975 | 1982 | 1990 | 1999 | 2006 | 2009 |
| --------- | ---- | ---- | ---- | ---- | ---- | ---- |
| Populație | 655  | 697  | 723  | 660  | 732  | 729  |